# Jurij Bucajew
Jurij Giennadjewicz Bucajew, ros. Юрий Геннадьевич Буцаев (ur. 11 października 1978 w Togliatti) – rosyjski hokeista.

## Życie prywatne
Jego brat Wiaczesław (ur. 1970) także był hokeistą (obecnie jest trenerem). Bracia występowali razem w zespołach Łokomotiwu i MWD MWD Bałaszycha.
W 2009 Sąd Rejonowy w Lahti uznał go za winnego zgwałcenia kobiety w fińskiej miejscowości Asikkala i skazał na rok i dziesięć miesięcy pozbawienia wolności w zawieszeniu oraz grzywnę i zadośćuczynienie w wysokości ponad 5 tys. euro. Do przestępstwa miało podczas przygotowań do sezonu jego ówczesnej drużyny Torpedo Niżny Nowogród.

## Kariera
- Łada 2 Togliatti (1995-1996)
- Łada Togliatti (1996-1999)
- Dinamo Moskwa (1999)
- Detroit Red Wings (1999-2001)
- Cincinnati Mighty Ducks (1999-2002)
- Chicago Wolves (2002)
- Atlanta Thrashers (2002)
- Łokomotiw Jarosław (2002-2003)
- CSKA Moskwa (2003)
- Łada Togliatti (2003-2005)
- HK MWD Bałaszycha (2005-2006)
- Łada Togliatti (2006-2007)
- Torpedo Niżny Nowogród (2007-2009)
- Jugra Chanty-Mansyjsk (2009-2010)
- Sibir Nowosybirsk (2010)
- Zauralje Kurgan (2010-2011)
- CSKA Moskwa (2011-2012)

Wychowanek Torpedo Togliatti. W drafcie NHL z 1997 został wybrany przez Detroit Red Wings. W Ameryce Północnej grał w ligach NHL i AHL. Łącznie w lidze NHL rozegrał 99 spotkań. W maju 2011 został zawodnikiem CSKA i rozegrał sezon KHL (2011/2012).

## Sukcesy
Reprezentacyjne
- Brązowy medal mistrzostw świata juniorów do lat 20: 1997

Klubowe
- Srebrny medal mistrzostw Rosji: 1997, 2005 z Ładą Togliatti
- Puchar Caldera: 2002 z Chicago Wolves
- Złoty medal mistrzostw Rosji: 2003 z Łokomotiwem Jarosław
- Brązowy medal mistrzostw Rosji: 2004 z Ładą Togliatti
- Mistrzostwo wyższej ligi: 2010 z Jugrą Chanty-Mansyjsk